# 新科丘貝伊夫卡
49°45′31″N 34°57′3″E / 49.75861°N 34.95083°E
新科丘貝伊夫卡（烏克蘭語：Нова Кочубеївка）是烏克蘭中部的村莊，隸屬波爾塔瓦州的波爾塔瓦區。該村處於斯溫基夫卡河畔，距離雷西夫希納0.5公里，海拔高度121米，2017年人口425。